# 柄沢とし子
柄沢 とし子（からさわ としこ、本名：松島 登志子（と志子とも）、1911年5月7日 - 2013年12月2日）は、日本の政治家、労働運動家。衆議院議員（日本共産党公認）を2期務めた。夫は日本共産党名誉幹部会委員の松島治重（1994年死去）。日本で最初に女性参政権が認められた、1946年総選挙で当選した日本最初の女性国会議員（39人）の一人。共産党女性国会議員第1号としても知られる。

## 来歴
北海道札幌市出身。北海道庁立札幌高等女学校（現・北海道札幌北高等学校）を卒業後、道庁などでタイピストをしながら日本労働組合全国協議会に参加。三菱美唄炭鉱などでストライキに関わるが、非合法活動により1929年以来数度検挙される。1941年に京都栄養学校卒業、1942年にゾルゲ事件によって投束、戦後日本共産党入党。
1946年4月10日に行われた戦後初の衆院選に北海道1区から出馬し初当選を果たす。同年に行われた大日本帝国憲法改正案（日本国憲法案）の審議では、衆議院本会議において、他の日本共産党議員とともに反対の青票を投じた。1947年の衆院選（北海道3区）では落選したものの1949年の衆院選（北海道4区）で返り咲いたが、遊説中に負傷しそのまま引退を余儀なくされる。以後日本共産党中央委員会婦人部に所属し後進の指導に当たる。
晩年は、夫・治重の郷里である富山県富山市内の老人保健施設に入所していたが、2013年12月2日、老衰のため死去。102歳没。

## 家族
- 養父・柄沢亮道 ‐ 札幌市役所職員。[2][6]
- 夫・武田武（1904-） ‐ 福島県出身。全協札幌一般労組員。[7]
- 夫・山名正実（1903-） ‐ 北海道出身の農民運動家。日本農民組合北海道連合会常任書記として小作争議を指導、共産党に入党し、三・一五事件で懲役5年、ゾルゲ事件で懲役12年を受けるも1920年釈放。戦後とし子と結婚。とし子の取材に自宅を訪れた婦人雑誌の女性記者に強姦未遂を起こす。[8][2][9][10]
- 夫・松島治重（1912-1994） ‐ 日本共産青年同盟に参加したことで富山師範学校退学、その後地方紙勤務などを経て戦後日本共産党に入党し、のち幹部委員となる。[9]